# Didrichsenmuseum
Het Didrichsenmuseum (Fins: Didrichsenin taidemuseo/Zweeds: Didrichsens konstmuseum) is een kunstmuseum op het eiland Kuusisaari in de Finse hoofdstad Helsinki. Het museum werd gesticht door Marie-Louise en Gunnar Didrichsen. Het gebouw werd tussen 1958 en 1967 gebouwd door de Finse architect Viljo Revell en op zijn verzoek werd er een sculptuur van Henry Moore in het ontwerp geïntegreerd. Revell kende Moore persoonlijk, nadat ze samengewerkt hadden aan het ontwerp voor het stadhuis van Toronto. De stichters van het museum liggen op het terrein begraven.